# Российское общество психиатров
Российское общество психиатров (аббрев. РОП) — независимая организация врачей-психиатров, наркологов, психотерапевтов, медицинских психологов и других специалистов, работающих в практической и научной психиатрии и наркологии.

## История
Общество берёт своё начало от медицинских обществ психиатров и неврологов Российской империи.
В 1861 году было основано Психиатрическое общество в Петербурге, являвшееся первым обществом психиатров в Российской империи. В 1885 году профессор А. Я. Кожевников создал небольшой кружок психиатров, из которого впоследствии образовалось Московское научное общество невропатологов и психиатров. В числе его первых учредителей был русский психиатр С. С. Корсаков (1854—1900), составивший проект устава Общества.
В январе 1887 года в Москве состоялся Первый съезд Отечественных психиатров (проходил одновременно со II съездом Пироговского общества врачей России) для разработки практических вопросов психиатрии. Съезд впервые собрал 92 психиатра и невропатолога со всей Российской империи. На съезде прозвучал 31 доклад по актуальным вопросам психиатрии. Не было создано организации, которая бы заботилась о работе между съездами. Поэтому постановления съезда остались невыполненными и организовать следующий психиатрический съезд не удавалось.
В 1896 году в Киеве на VI съезде психиатров Российской империи на собрании участников неврологической секции С. С. Корсаков высказал мысль об учреждении Русского союза психиатров и невропатологов, объединяющего как академических психиатров, так и земских врачей страны, деятельность которого заключалась бы в устройстве периодических психиатрических съездов. Идея была поддержана В. М. Бехтеревым, И. А. Сикорским, Б. С. Грейденбергом, В. И. Яковенко и другими, занявшимися составлением проекта устава Общества. Проект рассматривался несколько раз на пироговских съездах, но отправлялся на доработку.
В 1907 году (через 7 лет после смерти С. С. Корсакова) психиатры представили правительству устав Русского союза психиатров и невропатологов, утверждённого в апреле 1908 года. Съезд, собиравшийся в Москве, решено было именовать съездом русских психиатров и невропатологов в память Сергея Сергеевича Корсакова.

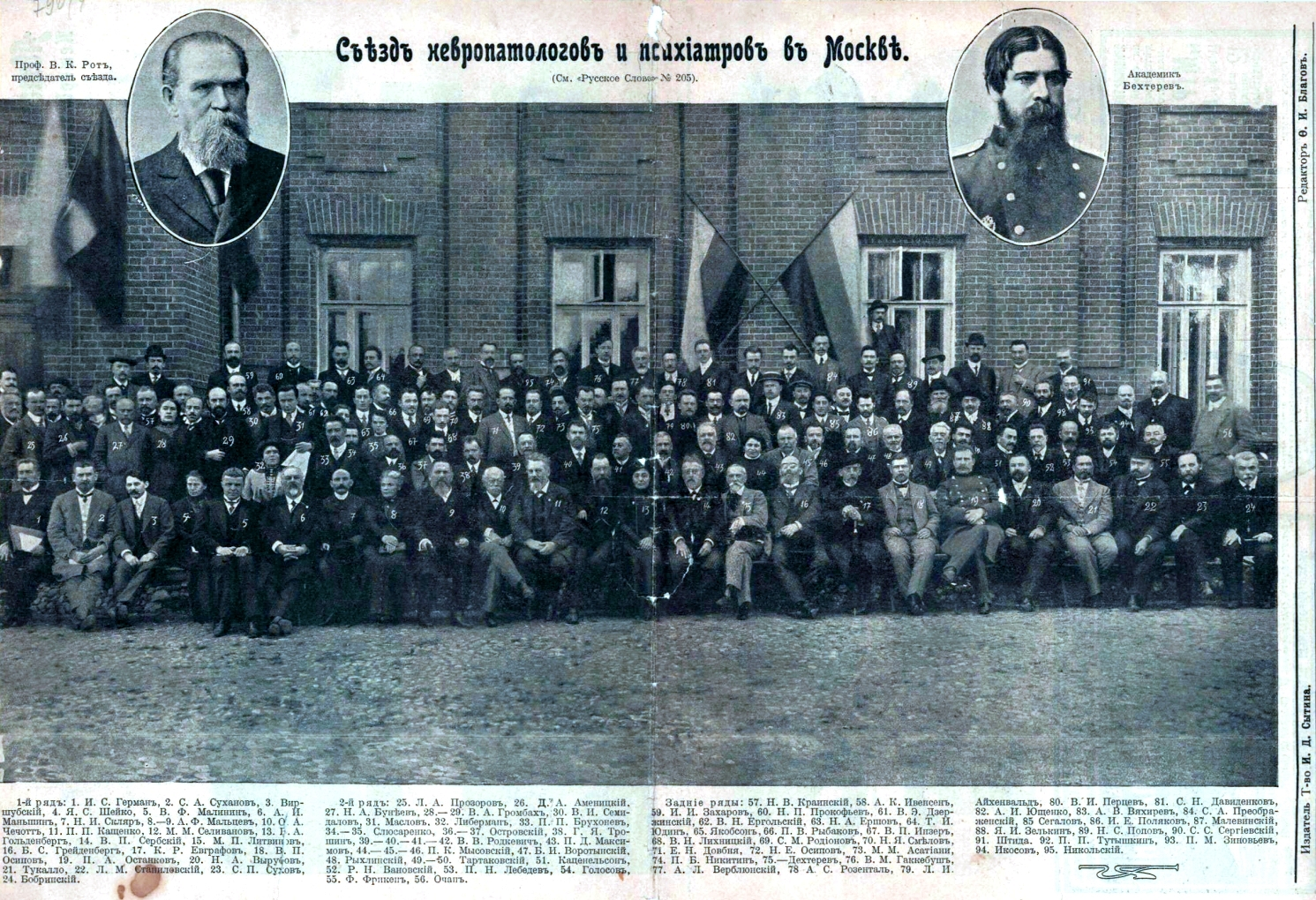
Участники первого съезда Русского союза психиатров и невропатологов

4 сентября 1911 года в Москве в Политехническом музее состоялся первый съезд Русского союза психиатров и невропатологов, созванный в память Сергея Сергеевича Корсакова. В работе съезда приняло участие 280 человек. На съезде был выбран совет, в который вошли Н. Н. Баженов (председатель), В. М. Бехтерев, П. Б. Ганнушкин, М. О. Гуревич, П. П. Кащенко, В. П. Сербский и другие. При союзе было создано справочное бюро, под руководством П. Б. Ганнушкина, который также был утверждён редактором «Справочного листа» (1912—1914). Первыми активными деятелями по развитию Общества были В. П. Сербский,В. М. Бехтерев, В. К. Рот. Совет обсуждал вопросы научной и общественной психиатрии. С началом Первой мировой войны совет стал уделять внимание вопросам помощи душевнобольным воинам.
После Октябрьской революции совет Русского союза невропатологов и психиатров первым из общественных медицинских организаций принял решение активно включиться в строительство советского здравоохранения и обратился к Совету врачебных коллегий с предложением об участии в организации психиатрической помощи на новых, профилактических началах. Председателем Союза невропатологов и психиатров был избран П. Б. Ганнушкин. В дальнейшем основные направления развития невропатологии и психиатрии получили выражения на съездах невропатологов и психиатров, которые подводили итоги коллективной работы и намечали задачи на ближайшее будущее.
В 1936 году во время II Всесоюзного съезда невропатологов и психиатров было создано Всесоюзное научное медицинское общество невропатологов и психиатров. В начале своего существования общество объединяло 35 местных обществ с общим числом около 2 тысяч членов. В 1940 году общество насчитывало 3 199 человек, в 1966 — более 15 тыс., в середине 1980-х — 22 тыс. Филиалы Общества были созданы во всех союзных республиках, областях и крупных городах. Правление Общества в разное время возглавляли профессоры: В. К. Хорошко, С. А. Саркисов, О. В. Кербиков, В. А. Гиляровский, В. М. Банщиков, Е. В. Шмидт, Г. В. Морозов.
В мае 1958 года было принято решение об организации Всероссийского общества невропатологов и психиатров. Председателями Общества избирались Н. М. Жариков, Д. Д. Федотов, В. В. Ковалев.
В октябре 1988 года во время VIII Всесоюзного съезда невропатологов, психиатров и наркологов было принято решение о разделении Всесоюзного общества на общества невропатологов и психиатров, также было рекомендовано организовать раздельные общества в республиках СССР.
В 1990 году в Томске съезд психиатров и наркологов РСФСР проходил без участия невропатологов. На съезде был принят новый устав, согласно которому Общество было переименовано в Российское общество психиатров (РОП), зарегистрированное как самостоятельный юридический субъект в 1991 году. Председателями правления РОП были профессоры: В. Н. Краснов (1995—2010), Н. Г. Незнанов (с 2010 по наст. время).
В 2010—2015 годах была проведена значительная работа по организации работы Общества, подготовлен новый устав РОП, который был утверждён на XVI съезде психиатров России, проходившем в Казани 24 сентября 2015 года. В соответствии с новым уставом на съезде впервые прошли выборы президента РОП, которым был избран профессор Николай Григорьевич Незнанов.
В настоящее время членами РОП являются более 8 500 психиатров и других специалистов, работающих в практической и научной психиатрии. Региональные отделения Общества есть в 76 из 83 субъектов РФ.
Общество каждые 5 лет организует съезды психиатров России и проводит ежегодные Всероссийские конференции. В составе Общества — более 20 комиссий и секций, которые занимаются разработкой различных вопросов психиатрии и организации психиатрической помощи, активно работает Совет молодых учёных (организует Школы молодых психиатров каждые 2 года в Суздале).

## Деятельность
Деятельность РОП направлена на совершенствование и повышение качества медицинской помощи лицам, страдающим психическими расстройствами, защиту их прав и законных интересов, повышение профессионального уровня специалистов, работающих в области психиатрии, наркологии, психотерапии, медицинской психологии, обеспечение их прав и интересов, развитие психиатрической науки, содействие улучшению психического здоровья населения.
Основными направлениями деятельности Российского общества психиатров (РОП), его правления, президиума и региональных отделений обществ психиатров являются научно-методическая и практическая поддержка развития психиатрических служб, особенно новых форм оказания помощи лицам с психическими расстройствами, разработка современной методологии психиатрии, обеспечение дискуссий и обмена информацией по наиболее сложным проблемам научной и практической психиатрии.
В ближайшие время в ходе реформы здравоохранения в РФ планируется, что РОП, как одна из крупных профессиональных врачебных организаций РФ, сможет получить дополнительные полномочия по проведению сертификации специалистов, разработке рекомендаций по оказанию помощи и реализации систем Непрерывного медицинского образования.

## Участие РПО в организациях
Российское общество психиатров является официальным членом:
- Национальной медицинской палаты РФ
- Всемирной психиатрической ассоциации (WPA)
- Европейской психиатрической ассоциации[англ.] (EPA)

## Журналы и сборники
Российское общество психиатров издаёт следующие журналы:
- «Социальная и клиническая психиатрия»[6]
- Обозрение психиатрии и медицинской психологии имени В. М. Бехтерева[англ.][7]